# 慕容姓
慕容姓是中国复姓，其源流主要來自鮮卑。随着时间的推移，慕容姓有些后人，又将慕容姓简化成慕姓、穆姓、容姓等。

## 簡介
- 鲜卑族以部为氏，东汉桓帝时，檀石槐把鲜卑分为东、中、西三部，以右北平（今河北平泉县）以西至上谷（今河北怀来县）为中部，慕容世为中部大人。
- 源自少数民族鲜卑族部落姓氏，慕容部是鲜卑族主要部落之一，这一部落的鲜卑人以部落名称为姓。“慕容”这个部落名起源于三国时期，鲜卑族有一个首领叫莫护跋，他率领族人迁居辽西，曾随同司马懿征讨割据辽东的公孙渊，立下战功，被封为率义王。后来莫护跋在棘城以北（今辽宁省义县境内）建立了国家。据说当时北方的汉人流行戴步摇冠（一种有垂带装饰的帽子），莫护跋见了很喜欢，也命人照着汉人的帽子做了一顶，整天戴在头上。鲜卑人见了他这种打扮，都称他为“步摇”，因为鲜卑语“步摇”谐音“慕容”，所以传到后来“步摇”就成了“慕容”。而莫护跋的后人就干脆把“慕容”当成了自己部落的名称。[1]

## 延伸阅读
[在维基数据编辑]
 《百家姓》
 《欽定古今圖書集成·明倫彙編·氏族典·慕容姓部》，出自陈梦雷《古今圖書集成》